# Vitali Milman
Pour les articles homonymes, voir Milman.
Vitali Davidovich Milman (en russe : Виталий Давидович Мильман, Witali Dawidowitsch Milman ; en hébreu : ויטלי מילמן), né le 23 août 1939 à Odessa en RSS d'Ukraine, est un mathématicien israélien spécialiste d'analyse fonctionnelle.

## Biographie
Il est le fils du mathématicien David Milman, coauteur du théorème de Krein-Milman et du théorème de Milman-Pettis. Il étudie à partir de 1956 à l'université de Kharkiv où il passe, sous la direction de Boris Levin, sa maîtrise en 1961 (sur les opérateurs différentiels) et son doctorat en 1965. Il donne en même temps des cours dès 1961 et dirige un groupe d'informatique, d'abord à l'Institut pour la physique des hautes températures de Kharkiv puis à l'Institut pour la physique chimique de Moscou. En 1970, il soutient sa thèse d'habilitation, sur la géométrie de dimension infinie d'un espace de Banach.
En 1973, il émigre en Israël, comme professeur associé à l'université de Tel Aviv. En 1976-77, il devient Senior Fellow à l'Institut d'études avancées de l'université hébraïque de Jérusalem. Depuis 1980, il est professeur à l'université de Tel Aviv. Il est professeur et chercheur invité dans diverses universités américaines et canadiennes comme l'université d'Albany (1978-79), l'Institute for Advanced Study (1988), l'IHES, le MSRI (1996, comme organisateur d'un programme sur la convexité et l'analyse fonctionnelle géométrique), l'université de Kiel et l'institut Max-Planck de mathématiques à Bonn.
Il est, depuis 1990, éditeur en chef du journal Geometric and Functional Analysis. Il est orateur invité en 1986 et 1998 au Congrès international des mathématiciens (sa conférence de 1998 à Berlin s'intitule : Randomness and pattern in convex geometric analysis) et en 1996 au Congrès européen de mathématiques (Surprising geometrical phenomena of high dimensional convexity theory). En 2002, il reçoit le prix Landau et en 2007 le prix EMET,. Il est président de l'Israel Mathematical Union de 2000 à 2002 et il est membre de la Société mathématique européenne.
En 1971, Milman donne une nouvelle démonstration (par une méthode probabiliste) du théorème de Dvoretzky, qui fait partie de la théorie locale des espaces de Banach. En termes géométriques, ce théorème établit l'existence, pour tout corps convexe (en) de dimension n, d'une section ellipsoïdale de dimension supérieure à une constante fois log(n). La notion de concentration de mesure introduite dans cette preuve par Milman a eu beaucoup d'influence, même au-delà de la théorie des espaces de Banach.
Le mathématicien canadien Pierre Milman est son frère et le jeune mathématicien Emanuel Milman est son fils. Vitali Milman dirige entre autres les thèses de Semyon Alesker, Boáz Klartag, Leonid Polterovich et Alexander Resnikov (de).

## Sélection de publications
- avec Gideon Schechtman : Asymptotic theory of finite dimensional normed spaces, Lecture Notes in Mathematics, vol. 1200, Springer, 1986, 2e éd. 2002
- avec Y. Idelman et A. Tsolomitis : Functional Analysis - An Introduction, coll. « GSM », AMS, 2004
- éditeur avec Joram Lindenstrauss de divers volumes de Geometric Aspects of Functional Analysis. Israel Seminar dans les Lecture Notes in Mathematics, Springer (1985/86, 1986/87, 1987/88, 1989/90, 1992/94, 1996-2000, 2001/02, 2003/04, 2004/05)
- éditeur avec Keith M. Ball (de) : Convex geometry and geometric analysis, MSRI Publications, vol. 34, CUP, 1999
- « Observations of the movement of peoples and ideas in twentieth century mathematics », dans Bolibruch, Osipov, Sinai (éd.) Mathematical Events of the Twentieth Century, Springer, 2006, p. 215-242
- (ru) Vitali Milman, « Observations on the movement of people and ideas in twentieth-century mathematics », dans Bolibruch, A. A., Osipov, Yu. S., Sinai,Ya. G., Mathematical Events of the Twentieth Century, Berlin-Heidelberg-New York / Moscou, Springer-Verlag / PHASIS, 2006 (ISBN 978-3-540-23235-3, Bibcode 2006metc.book.....A, MR 2179060, zbMATH 1092.01015, lire en ligne), p. 215.